# Sou Fujimoto
Sōsuke Fujimoto (藤本壮介, Fujimoto Sōsuke) (Hokkaido, Japão, 4 de agosto de 1971) é um arquitecto japonês.

## Biografia
Sou fujimoto formou-se em arquitectura na faculdade de engenharia da Universidade de Tóquio (東京大学, Tōkyō Daigaku, abreviado como 東大 Tōdai), em 1994. No final do curso, depois de recusar-se em trabalhar para uma das maiores empresas de arquitetura, decidiu pensar por si mesmo, realizando pequenas obras, dando um carácter muito pessoal aos seus projetos. Fundou o seu próprio atelier Sou Fujimoto Architects em Tóquio no ano 2000.

## Carreira
Após ter fundado a Sou Fujimoto Architects em 2000, Fujimoto passou a projetar edifícios no Japão e na Europa. Muitos dos seus projetos são construídos em torno da sua ideia de que a função de um edifício é decidida pelo comportamento humano. Em 2019, Fujimoto foi selecionado como um dos 23 arquitetos para "reinventar" Paris. As suas contribuições para este projeto incluem o redesenho de um terreno no 17º arrondissement de Paris.  Veio a presidir o júri dos Holcim Foundation Awards 2025 para a região Ásia-Pacífico.
Fujimoto ensinou enquanto professor adjunto nas:
- Universidade de Ciências de Tóquio (2001-)
- Universidade de Mulheres de Showa (2004-2008)
- Universidade de Tóquio (2004)
- Universidade de Kioto (2007-)
- Universidade de Keio (2009-)

E como Professor Associado na:
- Universidade de Tóquio (2009-)

## Projetos

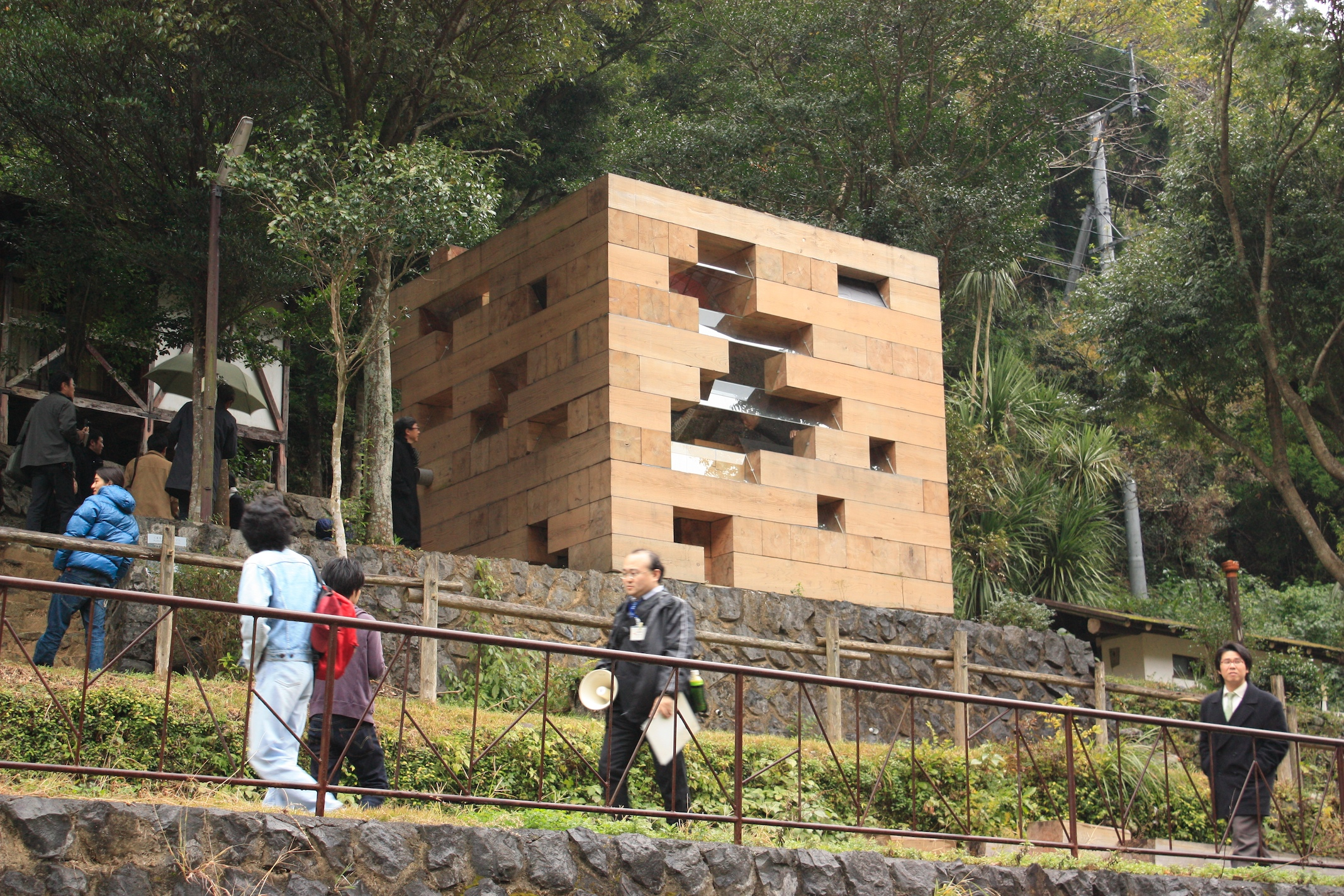
Casa de madera definitiva, Kumamoto

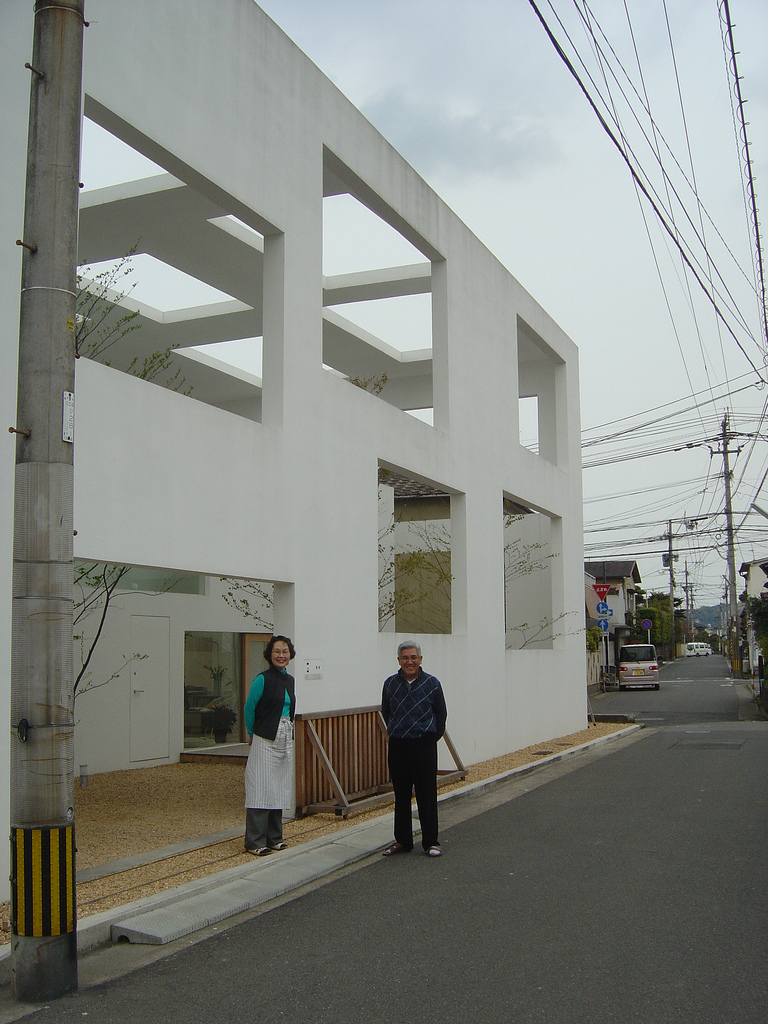
Casa N, Oita, 2008

- Centro infantil de reabilitação psiquiátrica (Hokkaido), 2006 [7]
- Casa de madeira definitiva (Kumamoto)[8]
- Casa do futuro primitivo 2008 (Basileia)
- Casa N, Oita, 2008
- Edifício de vivendas em Tóquio
- La casa antes da casa (Tochigi)
- Casa H (Tóquio)
- Casa N (Oita) [9]
- Casa T (Gunma) [10]
- Biblioteca para a Musashino Art University (Tokio)[11]

## Prémios e homenagens
- 2000 2º Prémio do Concurso para o Museu de Arte da Prefeictura de Aomori
- 2002 Menção Honrosa no concurso para a cidade de Ora
- 2003 1º Prémio do Concurso para o Fórum de Arte Ambiental para Annaka
- 2004 Prémio JIA New Face
- 2005 1º Prémio do Concurso da Vivenda de Madeira em Kumamoto (Casa de Madeira Definitiva)
- 2006 "Gold Prize '- Categoria de Vivenda, Associação de Arquitectos e Engenheiros de Tóquio
- Prémio de Arquitectura Kenneth F. - Menção Honrosa (Centro Infantil de Reabilitação Psiquiátrica)
- 2008 World Architectural Festival - Categoria Prêmio Habitação Privada
- 2008 Grand Prix Instituto de Architectura Japonês (Centro Infantil de Reabilitação Psiquiátrica)
- 2009 Prémio de design Wallpaper - Melhor Habitação Privada (Casa de madeira Final)
- Concurso Internacional Taiwan Tower: Primeiro Prémio, 2011[12]
- Prêmio Marcus de Arquitetura, 2013[13]
- Prêmio Kyoto Global Design Best100, 2023[14]

## Obras bibliográficas
- 『建築が生まれるとき』王国社、2010年 ISBN 978-4860730475
- 『藤本壮介読本』ADAエディタトーキョー、2011年 ISBN 978-4871406741
- 『Sou Fujimoto Architecture Works 1995-2015』TOTO出版、2015年 ISBN 978-4887063495
- 『藤本壮介 建築への思索 世界の多様さに耳を澄ます』聞き手：瀧口範子、TOTO出版、2019年 ISBN 978-4887063808